# Astronesthes illuminatus
Astronesthes illuminatus és una espècie de peix de la família dels estòmids i de l'ordre dels estomiformes.

## Morfologia
- Els mascles poden assolir 15,5 cm de longitud total.[3][4]

## Hàbitat
És un peix marí i d'aigües profundes que viu entre 120-2.000 m de fondària.

## Distribució geogràfica
Es troba al Pacífic i el sud-oest de l'Atlàntic.